# Onur Bakis

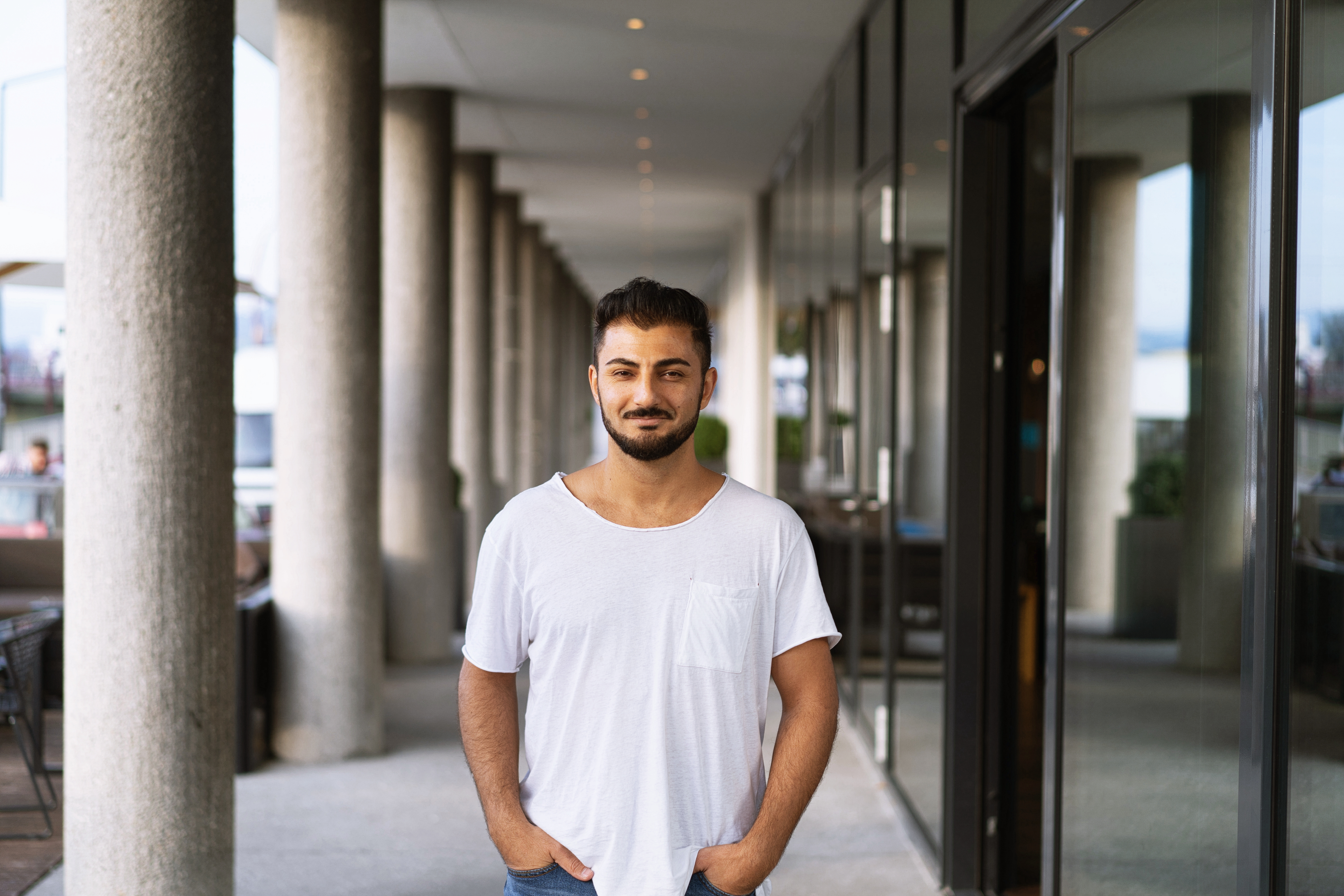
Onur Bakis (2025)

Onur Bakis (* 1982 in Adana, Türkei) ist ein türkisch-österreichischer Breakdancer, siebenfacher österreichischer Meister im Breakdance, Tanzlehrer und Projektleiter. Er ist zugleich der Gründer des Vereins Doyobe in Österreich und in Deutschland.

## Leben
Onur Bakis zog 1991 mit seiner Familie nach Österreich und erlangte die österreichische Staatsbürgerschaft. Im Alter von 17 Jahren begann er, angeregt durch Musikvideoclips, Breakdance zu lernen. Sein erster Bühnenauftritt war im Salzburger Rockhouse. Onur Bakis ist  siebenfacher österreichischer Meister im Breakdance. Um Breakdance auch Kindern und Jugendlichen nahezubringen, gründete er 2007 Verein Doyobe, der Tanz-, Graffiti- oder Rap-Workshops durchführt. Unter dem Motto „Do your best“ stellt der Verein die urbane Kunst und Kultur – mit ihren Elementen Breakdance, Graffiti, DJing und Rap – in den Mittelpunkt.

## Kulturelles Engagement und Projektarbeit
Onur Bakis engagiert sich seit vielen Jahren in der kulturellen Bildungsarbeit mit dem Schwerpunkt auf Jugendkultur, digitaler Teilhabe und interkulturellem Austausch. Mit dem 2020 gegründeten SPACE – Kultur- und Digitalzentrum in Freilassing schuf er einen Ort für kreative Medienbildung, Begegnung und Beteiligung junger Menschen. Das Zentrum verbindet künstlerische Praxis mit pädagogischer Reflexion und dient als Modellprojekt für innovative Kulturarbeit im ländlichen Raum.
2022 organisierte Bakis den ersten Jugendkongress im Königlichen Kurhaus Bad Reichenhall
Seit 2025 arbeitet er an der Konzeption und Umsetzung neuer Projekte in Kooperation mit kommunalen und staatlichen Partnern sowie privaten Stiftungen.

## Erfolge
- 2002 1. Platz Austrian Breakdance Championship
- 2002 IDO Breakdance WM
- 2003 1. Platz Austrian BBoy Cup
- 2003 1. Platz Austrian Breakdance Championship
- 2003 1. Platz Österreichische und Internationale Breakdance Meisterschaft
- 2004 1. Platz der Battle of the Year Austria
- 2004 Weltmeisterschaft Battle of the Year International
- 2005 1. Platz Solo K.O. Battle Austrian Breakdance Championship
- 2006 1. Platz Austrian Breakdance Championship
- 2019 1. Platz Austrian Breakdance Championship Crew

### Internationale Projekte
- 2007 „Break the Silence“ EU-Projekt, 45 inter. Teilnehmer
- 2007 Doyobe vol.1 (Emailwerk, Seekirchen) 400 Besucher
- 2007 Doyobe vol.2 (Republic, Salzburg) 400 Besucher
- 2008 „Unite Europe Together“ EU-Projekt, 213 inter. Teilnehmer
- 2008 Doyobe vol.3 (Rockhouse, Salzburg) 200 Besucher
- 2008 Doyobe vol.4 (Messezentrum, Salzburg) 1.200 Besucher
- 2008 Gründung des Vereins: Doyobe
- 2009 UKF Hip-Hop Festival (Reunion Island)
- 2010 Doyobe Urban Culture Festival
- 2011 „Rhythm Europe“ (Zagreb, Kroatien)
- 2011 Break the Silence Eu Projekt
- 2013 Creative Europe, Eu Projekt
- 2014 Urban Culture Academy Europe 2014
- 2015 Doyobe International
- 2016 Wandel in Salzburg
- 2017 Doyobe
- 2018 Nextlevel Stadtwerk